# Habeas corpus
Habeas corpus (Lat., "u moet/zult het lichaam hebben") is een rechtsbeginsel dat stelt dat de verdachte van een misdrijf binnen een bepaalde termijn van zijn aanklacht in kennis moet worden gesteld, dat hij in levenden lijve aan een rechter moet worden voorgeleid en dat gevangenneming slechts mag volgen op gerechtelijk bevel.
Het beginsel voert terug op een bepaling die in 1679 werd vastgelegd in een Engelse wet, als amendement op de Magna Carta. De principes van deze wet gelden tegenwoordig als een grondrecht. Internationaal is het recht vastgelegd in onder meer het VN-verdrag voor Burgerrechten en Politieke Rechten (1966). Ook in het Europees Verdrag voor de rechten van de mens (1950) en het Verdrag inzake de rechten van het kind (1989) kan het beginsel worden teruggevonden.
In de Verenigde Staten zijn expliciete situaties gedefinieerd waarbij het congres het beginsel kan opschorten.

## Geschiedenis
De Habeas Corpus Act betekende het einde van een lange strijd tussen de Engelse Kroon en het parlement in de 17e eeuw. De naam van de wet is afgeleid van de beginformule van gerechtelijke bevelen, habeas corpus ad subiiciendum ("u moet het lichaam hebben ter ondervraging"), die een oproep is aan de gerechtsofficier om de verdachte in levenden lijve voor te leiden. De Britse vorst Karel I misbruikte dergelijke bevelen om welgestelde burgers tot dwangbetalingen te dwingen onder het dreigement hen anders achter de tralies te zetten. Hoewel het parlement in 1628 een Petition of Rights uitbracht die aan deze praktijk een einde moest maken, viel Karel I al spoedig terug in zijn oude gewoonte.
In 1641 moest Karel I, wegens opstand van Schotten en Ieren in geldnood, in een nieuwe wet toestemmen, die arrestaties alleen nog toestond als er een grond voor was.
Na de Engelse Burgeroorlog (1642–1649), die eindigde met de terechtstelling van Karel I, en het Commonwealth-regime onder de Lord protector Oliver Cromwell (1649–1660) kwam Karel II aan de macht. De regeling van voor de oorlog werd in ere hersteld, en dus keerde men spoedig tot misbruik en willekeur terug. Dit ging zover, dat Karel II, om de regelingen van het parlement te omzeilen, tegenstanders liet overbrengen naar plaatsen buiten Engeland, waar die regels niet golden. Het parlement kon het intussen niet eens worden over een strengere wet.
In de lente van 1679 werd als gevolg van onlusten het parlement ontbonden. In het parlement dat daarna gevormd werd, zaten overmatig veel tegenstanders van de koning. Kort daarna zouden dan zowel een eindelijk overeengekomen regeling voor arrestaties samen met een Exclusion Bill aangenomen worden. De Exclusion Bill was een wet die de tot het katholieke geloof bekeerde Jacobus, Hertog van York, de broer van Karel II, (de latere Jacobus II), van de troonopvolging moest uitsluiten. Om het aannemen van de Exclusion Bill te verhinderen, zag de koning zich gedwongen om het parlement te ontbinden.
Om onlusten onder het volk te voorkomen, ondertekende hij tegelijkertijd de Habeas corpus amendment act, een toevoeging aan de eerdere, te zwakke regeling, die tegenwoordig als Habeas Corpus Act bekend is. Belangrijke wijzigingen waren dat een arrestant binnen drie dagen aan een rechter voorgeleid moet worden, en dat hij in geen geval naar het buitenland gevoerd mag worden. Om dit af te dwingen, werd het niet-naleven van de wet bedreigd met geldstraffen.

## Opschorting
- In het Verenigd Koninkrijk werd in 1939 door middel van Defence Regulation 18B Habeas corpus tijdelijk opgeschort om het mogelijk te maken personen te interneren die verdacht werden dat ze actief oppisitie zouden uitvoeren tegen de oorlog, zoals seperatisten en fascistische politici, zoals Oswald Mosley.
- Direct na de capitulatie van Nederland werden in het niet-bezette Nederlands-Indië alle aanwezige Rijksduitsers uit voorzorg geïnterneerd, de zogenaamde Indische gijzelaars.
- In het Verenigde Staten werd door middel van Executive Order 9066 en Executive Order 9102 de internering van Japanse Amerikanen in gang gezet.